# Gruni (okręg Caraș-Severin)
Gruni – wieś w Rumunii, w okręgu Caraș-Severin, w gminie Cornereva. W 2011 roku liczyła 54 mieszkańców. 